# Pullblox
Pullblox, conocido en América como Pushmo y en Japón como Hikuosu (引ク押ス?), es un juego de puzles descargable, desarrollado por Intelligent Systems y publicado por Nintendo para su consola portátil Nintendo 3DS en 2011, disponible en la tienda virtual Nintendo eShop. En el juego, los jugadores deben deslizar bloques del rompecabezas con el fin de crear pasos y plataformas, y en última lugar, llegar a los niños que han quedado atrapados dentro de las estructuras gigantes. Pullblox tiene tres secuelas: Fallblox (2012) para Nintendo 3DS, Pullblox World (2014) para Wii U y Fullblox (2015) para Nintendo 3DS.

## Modo de juego
En el juego, un Pullblox es una gran estructura hecha de bloques que puede deslizarse hacia delante y hacia atrás. El jugador controla a Mallo, un personaje rojo vestido de luchador de sumo, que visita Villa Pullblox, hogar de docenas de Pullblox. Mientras hablaba con Papa Blox, el cuidador del parque y el creador de los Pullblox, Mallo se entera de que un gran número de niños han quedado atrapados dentro de las estructuras Pullblox. Con el fin de rescatar a los niños, Mallo debe mover los bloques deslizantes de los Pullblox de tal manera que cree un camino para llegar hasta el niño.
Mallo puede empujar y tirar de bloques hasta un máximo de tres pasos adelante, y sólo puede hacerlo si está parado en frente del bloque o poniéndose de pie a un lado, proporcionando a Mallo una plataforma por la que moverse. Si Mallo se queda atascado, el jugador puede restablecer el Pullblox utilizando la característica de rebobinado similar a juegos como Braid y Catrap. Además, los niveles más difíciles se puede saltar y volver a visitar más tarde, si lo deseas.
Junto con el juego se incluye más de 250 niveles, además incluye el Estudio Pullblox, donde los jugadores pueden crear y compartir sus propios puzles Pullblox. Para compartir los puzles, Pullblox genera un código QR que puede ser leído por la cámara de la consola Nintendo 3DS, las imágenes QR pueden ser publicadas en Internet, impresas o fotografiadas desde la pantalla de Nintendo 3DS.

## Secuelas
Una secuela de Pullblox llamada Fallblox (Crashmo en América) fue anunciada el 4 de octubre de 2012 por Nintendo en América del Norte y Europa. Fue lanzada en la Nintendo eShop de Japón el 31 de octubre de 2012, en América el 22 de noviembre de 2012 y en Europa el 15 de noviembre de 2012. Usando a Mallo, los jugadores deben salvar a pájaros en lugar de niños y Mallo es capaz de escalar en 140 nuevos niveles tirando los bloques hacía cualquier dirección, pudiendo algunos caerse.
Un tercer juego, llamado Pullblox World (conocido como Pushmo World en América y como Hikuosu World en Japón), salió a la venta para Wii U el 19 de junio de 2014.
Un cuarto juego, Fullblox (Stretchmo en América y Hikudasu Hippaland en Japón), fue publicado en Nintendo eShop en mayo de 2015 para Nintendo 3DS. El juego contiene 7 niveles gratuitos a modo de demo, pudiéndose comprar 4 modos adicionales, separados o en conjunto: zona de juegos, galería de arte, fortaleza mecánica y Expo NES.